# Frantz Mathieu
Frantz Mathieu (* 23. Dezember 1952) ist ein ehemaliger haitianischer Fußballspieler, der auch über die Staatsangehörigkeit der Vereinigten Staaten verfügt, die er Mitte der 1980er Jahre annahm.

## Werdegang
Der aus Acul stammende Mathieu spielte in seinem Heimatland für den Verein Violet FC. Der Verteidiger war zwischen 1974 und 1982 Nationalspieler Haitis, zeitweise unter dem deutschen Trainer Josef Piontek.
Piontek holte Mathieu Mitte November 1978 zum deutschen Zweitligisten FC St. Pauli, dort nahm er erst probeweise am Training teil. Anfang Dezember 1978 reiste Piontek nach Haiti, um dort mit Bargeld die Ablösesumme für Mathieu in Höhe von 4000 Dollar bezahlen. Mitte Dezember 1978 unterschrieb Mathieu einen auf zweieinhalb Jahre ausgelegten Vertrag bei den Hamburgern und bestritt kurz darauf gegen den SC Preußen Münster sein erstes Zweitligaspiel für St. Pauli. Berichterstatter Manfred Heun vom Hamburger Abendblatt beschrieb das Debüt des Haitianers mit folgenden Worten: „Er war mit Feuereifer bei der Sache, wurde von den Zuschauern mit Beifall und „Bravo“-Rufen überschüttet und stemmte sich mit Bravour gegen den Preußen-Torjäger Elmar Jürgens. Das Ergebnis: Jürgens blieb ohne Torerfolg, gewann nur wenige Duelle.“ Mathieu erhielt bis zum Ende der Saison 1978/79 insgesamt 20 Einsätze in der 2. Fußball-Bundesliga.
Nachdem der Hamburger Verein im Sommer 1979 den Entzug der Teilnahmeberechtigung für die 2. Bundesliga hatte hinnehmen müssen, wurde Mathieu beim FC St. Pauli zunächst als Abgang geführt. Ihm lag in der Sommerpause 1979 ein Angebot der Mannschaft Chicago Sting aus der US-Liga NASL vor, kehrte aber zur Oberliga-Saison 1979/80 vorerst nach Hamburg zurück und verstärkte dort weiterhin die Deckung der mittlerweile von Werner Pokropp als Trainer betreuten Mannschaft. Im September 1979 musste Mathieu bei einem Prominenten-Schwimmen in der Hamburger Alsterschwimmhalle anlässlich des 100. Geburtstags des Hamburger Schwimm-Clubs vor dem Ertrinken gerettet werden. Mathieu hatte dem Veranstalter nicht mitgeteilt, dass er nicht schwimmen konnte, war dennoch ins Becken gesprungen. Mitte September 1979 wurde bekannt, dass St. Paulis scheidender Vizepräsident Max Uhlig den Haitianer eigenmächtig und ohne das Wissen Mathieus bereits im Vormonat für 15 000 Dollar an Chicago Sting verkauft hatte. Mathieu spielte jedoch vorerst weiter für die Hamburger, Ende September 1979 einigte sich der FC St. Pauli mit Chicago Sting, Mathieu bis Jahresende in Hamburg spielen zu lassen und dann den Wechsel in die Vereinigten Staaten zu vollziehen. Anfang Dezember 1979 bestritt er sein letztes Spiel für die Hamburger.
Mathieu spielte nach seinem Weggang aus Hamburg von 1980 bis 1982 für Chicago Sting. 1981 gewann er mit Chicago den NASL-Meistertitel und wurde als bester Spieler des Finals ausgezeichnet, in dem er Giorgio Chinaglia, den Torjäger von Cosmos New York, ausgeschaltet hatte. In derselben Liga stand er 1982 und 1983 bei der Mannschaft Manic de Montréal unter Vertrag, für die Tampa Bay Rowdies spielte der Haitianer 1983/84 in der NASL-Hallenliga und ab Mai 1984 erneut für Chicago Sting, mit dem er zum zweiten Mal den Meistertitel gewann. Nach der Auflösung der NASL trat Mathieu mit Chicago 1984/85 in der Hallenliga MISL an, von 1985 bis 1987 war er in derselben Liga Mitglied der Mannschaft Baltimore Blast, im Laufe des Spieljahres 1986/87 ging er von Baltimore zu Chicago Sting zurück, für den er bis 1988 in der MISL auflief.
Mathieu blieb nach der Spielerlaufbahn in den Vereinigten Staaten. Er war 1990 Assistenztrainer der Mannschaft des Triton College im US-Bundesstaat Illinois, von 1991 bis 1994 war er Assistenztrainer der Fußballmannschaft des North Central College (ebenfalls in Illinois), 1994 trat er an derselben Hochschule das Amt des Cheftrainers der Fußball-Damen an. Später zog Mathieu nach Wisconsin in die Stadt Grafton, dem Fußballsport blieb er dort als Jugendtrainer des Vereins Mequon United verbunden.